# Dawda Kairaba Jawara

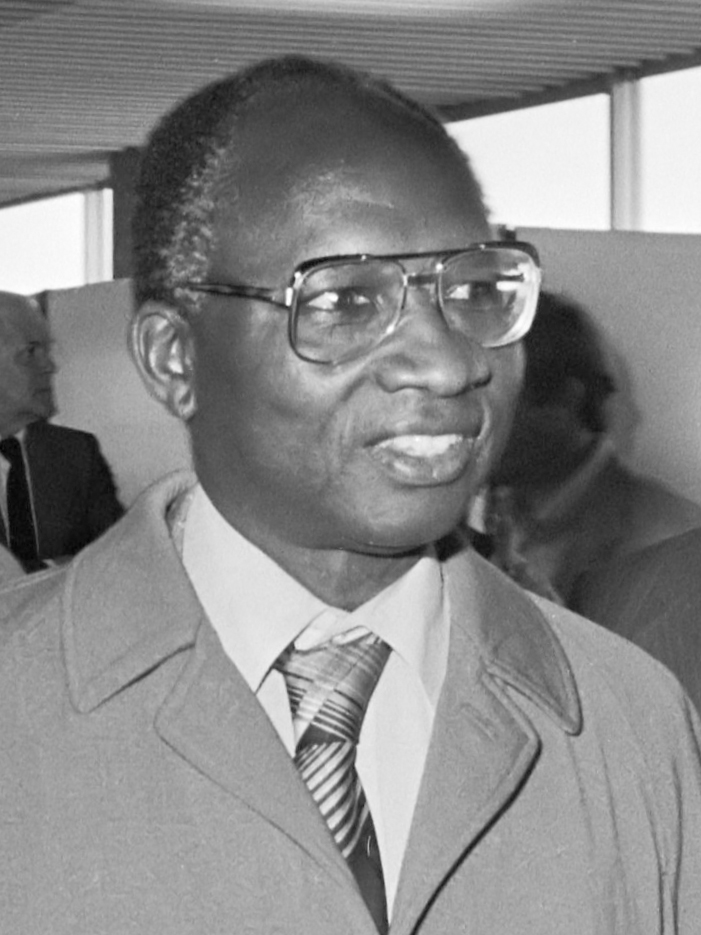
Dawda Jawara (1979)

Dawda Kairaba Jawara (Barajally, 16 mei 1924 - Bakau, 27 augustus 2019, was een Gambiaans staatsman. Van 1962 tot 1970 was hij premier en van 1970 tot 1994 president van Gambia.
Jawara was de zoon van een welvarende Mandinka (Mandingo) boer. Hij volgde in de hoofdstad van Gambia, Bathurst (sinds 1973 Banjul geheten), onderwijs aan een moslimschool en later aan een methodistische hogeschool voor jongens. Na zijn eindexamen in 1945 werkte hij op het Vicoria Ziekenhuis en studeerde daarna tot 1954 diergeneeskunde aan het Achimota College in Ghana en aan de Universiteit van Glasgow. Na zijn afstuderen werkte hij als tropisch dierenarts in het protectoraat Gambia.
In 1955 bekeerde hij zich tot het christendom en trouwde met de dochter van John Andrew Mahoney, een vooraanstaand Gambiaans zakenman, nationalist en christen. In 1965 scheidde Jawara van zijn vrouw en werd terugbekeerd tot de islam. Hij trouwde daarop met een islamitische vrouw, Chilel, uit de Wolof bevolkingsgroep. Later trouwde hij nog een tweede islamitische vrouw, Ngaime.
In 1959 richtte Jawara de People's Progressive Party (PPP) op, een gematigd liberale en democratische partij. In 1960 won de PPP negen zetels in de Wetgevende Raad en werd Jawara minister van Onderwijs. In 1961 benoemde de Britse gouverneur van Gambia, Edward Windley, de leider van de United Party (UP), Pierre Sarr N'Jie, tot chief minister (dat wil zeggen premier). Dit leidde tot het aftreden van Jawara, omdat hij vond dat hijzelf premier had moeten worden, daar zijn PPP meer zetels bezette in de Wetgevende Raad dan N'Jie's UP (9 tegen 7).
Bij de verkiezingen van 1962 behaalde de PPP een overweldigende overwinning en werd Jawara alsnog premier. Op 3 oktober 1963 verkreeg Gambia zelfbestuur en op 18 februari 1965 werd Gambia een onafhankelijk koninkrijk binnen het Britse Gemenebest. In 1965 werd sir Jawara door de Britse koningin geridderd.
Op 24 april 1970 maakte Jawara van Gambia een republiek en werd hij uitvoerend president. 
In tegenstelling tot de meeste andere Afrikaanse staten, waar autoritaire eenpartijstelsels werden ingevoerd, bleef Gambia onder Jawara een democratie met een meerpartijenstelsel. Jawara keerde zich tijdens bewind nadrukkelijk tegen autoritaire stelsels. 
Onder Jawara werden de tegenstellingen tussen de zogenaamde protectoraat- en kolonie-gebieden van Gambia overbrugd en investeerde hij veel in het voormalige protectoraat-gebied, dat tijdens de Britse overheersing altijd was verwaarloosd. 
Op economisch gebied stond president Jawara een gemengde economie voor. Enerzijds trok hij buitenlandse investeerders aan, anderzijds controleerde de staat een aantal grote bedrijven.
Het feit dat Gambia een enclave vormt in Senegal, betekende dat Gambia, vooral op economisch gebied sterk afhankelijk was/is van Senegal. In het midden van 1981 vond er een bloedige couppoging plaats in Gambia waarbij militairen probeerden het regime van Jawara omver te werpen. Dankzij Senegalese militaire interventie, bleef Jawara echter aan de macht. Op 1 februari 1981 werd de federatie Senegambia tussen Senegal en Gambia opgericht. De bedoeling van de federatie was de economische betrekkingen tussen de landen te versterken, maar toen bleek dat Senegal steeds meer aandrong op een unie tussen de twee staten, trok Jawara op 30 september 1989 Gambia uit de federatie terug.
In 1992 won Jawara opnieuw de presidentsverkiezingen met 58,4% van de stemmen. Op 22 juli 1994 werd een succesvolle coup gepleegd onder leiding van luitenant Yahya Jammeh, waarbij Jawara werd afgezet. Jawara ging in ballingschap in Engeland. In 2002 kon hij naar Gambia terugkeren waar hij op 27 augustus 2019 overleed.